# Johannes Lohmüller
Johannes Lohmüller (geb. 26. August 1830 in Neusatz (Bühl); gest. 28. März 1918 in Bühl) war ein deutscher Porträt-Lithograf und später Fotograf.

## Leben und Werk
Geboren wurde Johannes Lohmüller als jüngster von vier Söhnen des Schreinermeisters Dominik Michael Lohmüller (geb. 1794) und der Wirtstochter Karolina Wirth, deren Vater Franz Josef Wirth ein Gasthaus auf Burg Windeck (Bühl) bewirtschaftete. Die Lohmüllers waren dagegen aus Hohenzollern (vermutlich Höfendorf) zugewandert.
Früh zeigte der Knabe ein außergewöhnliches Zeichentalent, das zunächst an der gewerblichen Fortbildungsschule in Bühl gefördert wurde. 1846 erhielt der „Sohn armer Eltern welcher vielversprechende Anlagen in der Zeichenkunst entwickelt und bei guter Anleitung ein Künstler zu werden verspricht“, mit finanzieller Unterstützung des Neusatzer Pfarr- und Kirchenfonds und protegiert durch den badischen Obervogt Franz Joseph Häfelin eine Lehrstelle bei dem Porträtmaler Ludwig Wagner in Karlsruhe, die er bis zu seinem zwanzigsten Lebensjahr beibehielt.
Vom Militärdienst freigestellt, konnte Lohmüller seine berufliche Laufbahn als Wanderlithograph unmittelbar nach Abschluss seiner Lehrzeit im Jahr 1850 beginnen. Zu seinen ersten Arbeiten zählten Porträts des Hubbadbesitzers Friedrich Kampmann in Ottersweier und des Oberkirchenrats Josef Zimmermann (1801–1857), Stadtpfarrer und Bezirksschulinspektor in Bühl, die Lohmüller in kurzer Zeit weitere Aufträge einbrachten. In den 1850er Jahren war Lohmüller vorwiegend in Mittelbaden tätig, in den Jahren 1853/54 u. a. auch in Karlsruhe, wo er hohe Regierungsbeamte porträtierte, die ihm weitere Kunden in der Region zuführten. Gedruckt wurden seine Porträts überwiegend in der C. F. Müllerschen Hofdruckerei in Karlsruhe. Gut ein Dutzend Jahre war Lohmüller als Wanderlithograph aktiv, dann wurde sein Beruf mehr und mehr durch das neue Medium der Lichtbildnerei absorbiert.
Lohmüller reagierte auf die technische Entwicklung, indem er sich ihr anschloss und 1863, wiederum in Karlsruhe, eine Ausbildung zum Fotografen absolvierte. Anschließend ließ er sich in Achern, später in Offenburg nieder, ohne allerdings in dem neuen Beruf seinen wirtschaftlichen Erfolg als Lithograf wiederholen zu können. Der Deutsch-Französische Krieg 1870/71 legte die Geschäfte vollends lahm. Lohmüller wandte sich nach Basel, wo er für kurze Zeit wieder als Lithograf arbeiten konnte. Anschließend suchte er in Zürich Anschluss an eine Lithografen-Genossenschaft. Aus dieser Zeit sind zwei Bildnisse von Lohmüller bekannt.
Krankheitshalber verließ Lohmüller die Schweiz Mitte der 1870er wieder in Richtung Heimat. In Oppenau und Oberkirch arbeitete er für einige Zeit erneut als Fotograf, wo ihm durch Vermittlung der Griesbacher Badwirtin Aufträge von Kurgästen zuflossen, die sich gern in der Renchtaler Tracht fotografieren ließen. Allerdings bot diese Tätigkeit nur in den Sommermonaten Verdienst. 1882 ließ er sich deshalb in Bühl nieder und übernahm dort das Fotoatelier von Wilhelm Pfaff in der Rheinstraße. 1897 übergab er das Geschäft seinem Sohn Anton, das bis zu seiner Auflösung in den 1980er Jahren von den Enkelkindern Thekla und Edmund weitergeführt wurde. Die Atelierausstattung ist heute im Stadtmuseum Bühl zu sehen.

## Nachlass
Die Sparkasse Bühl hat 1987 75 Werke Lohmüllers erworben, die sich seit 2009 als Dauerleihgabe im Stadtmuseum Bühl befinden. Nach dem Tod von Thekla Lohmüller 1989 übernahm das Stadtgeschichtliche Institut Bühl das Fotoatelier und den großen Bilderfundus der Lohmüllers. Lithografien u. a. auch im Heimatmuseum Oppenau und im Augustinermuseum Freiburg.